# Danielle Allain-Guesdon
Danielle Allain-Guesdon est une poétesse et aquarelliste,  française, née à Brest en 1943. Elle est membre de la Société des Aquarellistes de Bretagne, (SAB).

## Biographie
Elle participe à des Cycles de lecture, comme ceux organisés par le  « Bar d'à côté » à Saint-Aubin-du-Cormier ou les Ateliers d'Arts de Servon, 
Elle fait partie des poètes régionaux, ceux de la Bretagne.
Elle compte parmi les animateurs et collaborateur de l'Association malouine « La Tour du vent » animée par Béatrix Balteg et Myrdhin.
Elle a passé toute son enfance et son adolescence dans le Finistère. Ses études l'ont conduite à Rennes et elle réside non loin à Nouvoitou (Ille-et-Vilaine) au sud-ouest de la ville.

## Publications
- Petite mère, Éd. Interventions à Haute Voix, 2015[9].
- Élévations, Éd.Interventions à Haute Voix, 2012[10],[11].
- À reconstruire, Éd. Gros Textes, 2008[12],[13].
- Hivernales, Éd. Encres vives, 2006[14].
- Vers l'Ombre s'avancer, Éd. Interventions à Haute voix, 2006[14].
- Le Son du silence,  Éd. Encres vives, 2004[14].
- A la Frange du Regard, Éd. An Amzer, 2004[14].
- Saisons vives, Éd. An Amzer, 2002[14].
- Sept Contes de Sagesse, Éd. Liv'Éditions, 2001[14].
- L'Éveil, Éd. Liv'Éditions, 2000[14].

### Éditions dans des revues
- Revue Interventions à Haute Voix[15].
- Revue l’esprit sauvage (Spered gouez)[16],[17],[18].
- Revue Avel IX[19],[20].
- Revue Littérales[19],[21].
- Revue Décharge[19],[22].
- Revue Info Yoga [23].
- Revue Comme en Poésie[24]